# Európai Filmdíjak 2012
A 25. Európai Filmdíj-átadó ünnepséget (25th European Film Awards), amelyen az előző évben hivatalosan bemutatott, az Európai Filmakadémia több mint 2900 tagjának szavazata alapján legjobbnak ítélt európai alkotásokat részesítették elismerésben, 2012. december 1-jén tartották meg a vallettai Mediterrán Konferenciaközpontban. Az ünnepség ceremóniamestere Anke Engelke német színésznő, humorista volt.
Az Európai Filmakadémia 2012. szeptember 10-én hozta nyilvánosságra a díjra számításba vett nagyjátékfilmek 47 alkotásból álló listáját, melyből húszat a legtöbb akadémiai tagot számláló országok javasoltak saját filmjeik közül, huszonhetet pedig az EFA Igazgatótanácsa, meghívott szakértők bevonásával. A díjakra jelöltek listáját november 3-án, a Sevillai Európai Filmfesztiválon hirdették ki. Négy technikai jellegű filmes szakma (zeneszerző, operatőr, vágó, látványtervező) legjobbjairól egy héttagú külön zsűri döntött október 28-án.
A fiatalok tudatos filmfogyasztóvá válásának és a filmnézés, mint közösségi élmény népszerűsítésének elősegítése érdekében az Európai Filmakadémia első alkalommal 2012-ben adta át a fiatal közönség díját, amellyel tizenéves nézők szavazata alapján részesíti elismerésben az év során forgalomba került ifjúsági játékfilmet. Ennek érdekében minden év májusában több európai városban szervezik meg a Fiatal Közönség Filmnapját, amelyen a fiatalok három, a korosztályuknak szóló alkotás közül választják ki a legjobbat. A díjat nem a decemberi gálán, hanem még aznap este adják át Erfurtban. A filmnapot első alkalommal 2012. június 10-én rendezték meg hat nagyvárosban.
A legnagyobb sikert Michael Haneke Szerelem című drámája aratta, hat jelölésből három alkotói díjat szerzett meg (legjobb európai rendező, színésznő és színész). Az ugyancsak nagy esélyesnek tartott Thomas Vinterberg-dráma, A vadászat öt jelölésből csupán a legjobb forgatókönyv díját kapta. Jól szerepelt két-két elismeréssel a brit Suszter, szabó, baka, kém és A szégyentelen. A legjobb felfedezett, egyben FIPRESCI-díjas alkotás Boudewijn Koole holland rendező korábban már a berlini fesztiválon is sikereket elért Csóka című ifjúsági filmje lett, amely ez évben ugyancsak elnyerte az EFA újonnan alapított fiatal közönség díját.
A magyar filmművészetet két nagyjátékfilm képviselte az előzetes válogatásban, azonban jelölést sem Szabó István magyar-német koprodukcióban készített Az ajtó című drámája, sem Fliegauf Bence Csak a szél című, magyar-német-francia közös gyártásban forgatott filmje nem kapott. Ugyanakkor meg kell jegyezni, hogy a világ filmművészetében legjobb teljesítményt nyújtott és ezért különdíjban részesített Helen Mirren 2012-ben éppen Szabó István filmjének főszerepét játszotta. Versenyben volt viszont Till Attila Csicska című kisjátékfilmje, amely a Tamperei Nemzetközi Rövidfilm-fesztivál fődíjának elnyerésével automatikusan jelölt lett a legjobb európai rövidfilm kategóriában.

## Válogatás
1. A perdre la raison (Gyermekeink) – rendező: Joachim Lafosse
2. Adikosz Koszmosz (Aδικοσ Κοσμοσ) – rendező: Filipposz Citosz
3. Alpeis (Alpok) – rendező: Jórgosz Lantimosz
4. Amour (Szerelem) – rendező: Michael Haneke
5. Avalon – rendező: Axel Petersén
6. Az ajtó – rendező: Szabó István
7. Barbara – rendező: Christian Petzold
8. Bir Zamanlar Anadolu’da (Egyszer volt, hol nem volt Anatóliában) – rendező: Nuri Bilge Ceylan
9. Carnage (Az öldöklés Istene) – rendező: Roman Polański
10. Cesare deve morire (Cézárnak meg kell halnia) – rendező: Paolo és Vittorio Taviani
11. Cigán (Cigány) – rendező: Martin Šulík
12. Csak a szél – rendező: Fliegauf Bence
13. De rouille et d’os (Rozsda és csont) – rendező: Jacques Audiard
14. Diaz: Don’t Clean Up This Blood – rendező: Daniele Vicari
15. Djeca (Szarajevó gyermekei) – rendező: Aida Begić
16. După dealuri (Dombokon túl) – rendező: Cristian Mungiu
17. En kongelig affære (Egy veszedelmes viszony – rendező: Nikolaj Arcel
18. Faust – rendező: Alexandr Szokurov
19. Grupo 7 (Hetes osztag) – rendező: Alberto Rodríguez Librero
20. Hahithalfut (ההתחלפות) – rendező: Eran Kolirin
21. Ha-shoter (השוטר) (A rend őre) – rendező: Nadav Lapid
22. Hasta la vista – rendező: Geoffrey Enthoven
23. In Darkness (A város alatt) – rendező: Agnieszka Holland
24. Intouchables (Életrevalók) – rendező: Olivier Nakache és Eric Toledano
25. Io sono Li (A lány és a költő) – rendező: Andrea Segre
26. Iron Sky – rendező: Timo Vuorensola
27. Jagten (A vadászat) – rendező: Thomas Vinterberg
28. Kauwboy (Csóka) – rendező: Boudewijn Koole
29. Kecove (Кецове) (Hamis álmok) – rendező: Ivan Vladimirov és Valerij Jordanov
30. Kriegerin – rendező: David Wnendt
31. L’enfant d’en haut (Nővér) – rendező: Ursula Meier
32. La voz dormida (Az alvó hang) – rendező: Benito Zambrano
33. Parada (Pride) – rendező: Srđan Dragojević
34. Paradies: Liebe (Szerelmet a feketepiacról) – rendező: Ulrich Seidl
35. Poupata (Kutyatej) – rendező: Zdenek Jiráský
36. Róża (Rózsa) – rendező: Wojciech Smarzowski
37. Shame (Shame – A szégyentelen) – rendező: Steve Mcqueen
38. Smrt čoveka Na Balkanu – rendező: Miroslav Momčilović
39. Sønner av Norge – rendező: Jens Lien
40. Sueño y silencio (Álom és csend) – rendező: Jaime Rosales
41. Tabu – rendező: Miguel Gomes Portugal
42. The Angels’ Share (Szesztolvajok) – rendező: Ken Loach
43. Tinker Tailor Soldier Spy (Suszter, szabó, baka, kém) – rendező: Tomas Alfredson
44. V tumane (В тумане) (Ködben)) – rendező: Szergej Loznica
45. Vuosaari (Üres kikötő) – rendező: Aku Louhimies
46. Zsenata koja gi izbrisa szvoite szolzi (Жената kоja ги избриша своите солзи) – rendező: Teona Strugar Mitevska
47. Zsila-bila odna baba (Жила-была одна баба) – rendező: Andrej Szmirnov

## Díjazottak és jelöltek
| „Díjazott” – szürkéskék háttérrel   |
| „Jelölt” – világos szürke háttérrel |

### Legjobb európai film
| Magyar címe              | Eredeti címe       | Rendező                         | Ország                                 |
| ------------------------ | ------------------ | ------------------------------- | -------------------------------------- |
| Srác a biciklivel        | Le gamin au vélo   | Jean-Pierre és Luc Dardenne     | Belgium · Franciaország · Olaszország  |
| A szégyentelen           | Shame              | Steve McQueen                   | Egyesült Királyság                     |
| A vadászat               | Jagten             | Thomas Vinterberg               | Dánia                                  |
| Barbara                  | Barbara            | Christian Petzold               | Németország                            |
| Cézárnak meg kell halnia | Cesare deve morire | Paolo Taviani, Vittorio Taviani | Olaszország                            |
| Életrevalók              | Intouchables       | Olivier Nakache, Eric Toledano  | Franciaország                          |
| Szerelem                 | Amour              | Michael Haneke                  | Ausztria · Franciaország · Németország |

### Legjobb európai felfedezett – FIPRESCI-díj
| Magyar címe | Eredeti címe                             | Rendező           | Ország             |
| ----------- | ---------------------------------------- | ----------------- | ------------------ |
| Csóka       | Kauwboy                                  | Boudewijn Koole   | Hollandia          |
| –––         | Die Vermissten                           | Jan Speckenbach   | Németország        |
| Ébredés     | Broken                                   | Rufus Norris      | Egyesült Királyság |
| –––         | Portret v szumerkah (Портрет в сумерках) | Angelina Nikonova | Oroszország        |
| Teddy mackó | 10 Timer til Paradis                     | Mads Matthiesen   | Dánia              |

### Legjobb európai dokumentumfilm
| Magyar címe   | Eredeti címe                | Rendező            | Ország                            |
| ------------- | --------------------------- | ------------------ | --------------------------------- |
| Hiver Nomade  | Hiver Nomade                | Manuel von Stürler | Svájc                             |
| –––           | London – The Modern Babylon | Julien Temple      | Egyesült Királyság                |
| Tea vagy áram | Le thé ou l'électricité     | Jérôme Le Maire    | Belgium · Franciaország · Marokkó |

### Legjobb európai animációs játékfilm
| Magyar címe                  | Eredeti címe                                  | Rendező                 | Ország                                         |
| ---------------------------- | --------------------------------------------- | ----------------------- | ---------------------------------------------- |
| Alois Nebel                  | Alois Nebel                                   | Tomáš Luňák             | Csehország · Németország                       |
| Kalózok! A kétballábas banda | The Pirates! In an Adventure with Scientists! | Peter Lord, Jeff Newitt | Egyesült Királyság · Amerikai Egyesült Államok |
| Ráncok                       | Arrugas                                       | Ignacio Ferreras        | Spanyolország                                  |

### Legjobb európai rendező
| Nyertesek és jelöltek     | Magyar címe                            | Eredeti címe            |
| ------------------------- | -------------------------------------- | ----------------------- |
| Michael Haneke            | Szerelem                               | Amour                   |
| Nuri Bilge Ceylan         | Egyszer volt, hol nem volt Anatóliában | Bir zamanlar Anadolu'da |
| Steve McQueen             | A szégyentelen                         | Shame                   |
| Thomas Vinterberg         | A vadászat                             | Jagten                  |
| Paolo és Vittorio Taviani | Cézárnak meg kell halnia               | Cesare deve morire      |

### Legjobb európai színésznő
| Nyertesek és jelöltek | Magyar címe               | Eredeti címe       |
| --------------------- | ------------------------- | ------------------ |
| Emmanuelle Riva       | Szerelem                  | Amour              |
| Émilie Dequenne       | Gyermekeink               | À perdre la raison |
| Nina Hoss             | Barbara                   | Barbara            |
| Margarethe Tiesel     | Szerelmet a feketepiacról | Paradies: Liebe    |
| Kate Winslet          | Az öldöklés istene        | Carnage            |

### Legjobb európai színész
| Nyertesek és jelöltek   | Magyar címe               | Eredeti címe              |
| ----------------------- | ------------------------- | ------------------------- |
| Jean-Louis Trintignant  | Szerelem                  | Amour                     |
| François Cluzet Omar Sy | Életrevalók               | Intouchables              |
| / Michael Fassbender    | A szégyentelen            | Shame                     |
| Mads Mikkelsen          | A vadászat                | Jagten                    |
| Gary Oldman             | Suszter, szabó, baka, kém | Tinker Tailor Soldier Spy |

### Legjobb forgatókönyvíró
| Nyertesek és jelöltek             | Magyar címe        | Eredeti címe |
| --------------------------------- | ------------------ | ------------ |
| Tobias Lindholm Thomas Vinterberg | A vadászat         | Jagten       |
| Michael Haneke                    | Szerelem           | Amour        |
| Cristian Mungiu                   | Dombokon túl       | După dealuri |
| Olivier Nakache Éric Toledano     | Életrevalók        | Intouchables |
| / Roman Polański Yasmina Reza     | Az öldöklés istene | Carnage      |

### Carlo Di Palma európai operatőr díj
| Nyertesek és jelöltek | Magyar címe                            | Eredeti címe              |
| --------------------- | -------------------------------------- | ------------------------- |
| Sean Bobbitt          | A szégyentelen                         | Shame                     |
| Bruno Delbonnel       | Faust                                  | Faust                     |
| Darius Khondji        | Szerelem                               | Amour                     |
| Gökhan Tiryaki        | Egyszer volt, hol nem volt Anatóliában | Bir Zamanlar Anadolu'da   |
| Hoyte Van Hoytema     | Suszter, szabó, baka, kém              | Tinker Tailor Soldier Spy |

### Legjobb európai vágó
| Nyertesek és jelöltek               | Magyar címe              | Eredeti címe       |
| ----------------------------------- | ------------------------ | ------------------ |
| Joe Walker                          | A szégyentelen           | Shame              |
| Janus Billeskov Jansen Anne Østerud | A vadászat               | Jagten             |
| Roberto Perpignani                  | Cézárnak meg kell halnia | Cesare deve morire |

### Legjobb európai látványtervező
| Nyertesek és jelöltek | Magyar címe               | Eredeti címe              |
| --------------------- | ------------------------- | ------------------------- |
| Maria Djurkovic       | Suszter, szabó, baka, kém | Tinker Tailor Soldier Spy |
| Niels Sejer           | Egy veszedelmes viszony   | En kongelig affære        |
| Elena Zsukova         | Faust                     | Faust                     |

### Legjobb európai zeneszerző
| Nyertesek és jelöltek        | Magyar címe               | Eredeti címe              |
| ---------------------------- | ------------------------- | ------------------------- |
| Alberto Iglesias             | Suszter, szabó, baka, kém | Tinker Tailor Soldier Spy |
| Cyrille Aufort Gabriel Yared | Egy veszedelmes viszony   | En kongelig affære        |
| François Couturier           | A lány és a költő         | Io sono Li                |
| George Fenton                | Szesztolvajok             | The Angels' Share         |

### Az Európai Filmakadémia életműdíja
| Díjazott            | Foglalkozás                  | Ország      |
| ------------------- | ---------------------------- | ----------- |
| Bernardo Bertolucci | filmrendező, forgatókönyvíró | Olaszország |

### Legjobb európai teljesítmény a világ filmművészetében
| Díjazott     | Foglalkozás | Ország             |
| ------------ | ----------- | ------------------ |
| Helen Mirren | színész     | Egyesült Királyság |

### Európai koprodukciós díj – Prix Eurimages
| Díjazott          | Foglalkozás  | Ország     |
| ----------------- | ------------ | ---------- |
| Helena Danielsson | filmproducer | Svédország |

### Közönségdíj
| Magyar címe                      | Eredeti címe                   | Rendező                        | Ország                                           |
| -------------------------------- | ------------------------------ | ------------------------------ | ------------------------------------------------ |
| Hasta la Vista                   | Hasta la Vista                 | Geoffrey Enthoven              | Belgium                                          |
| A szégyentelen                   | Shame                          | Steve McQueen                  | Egyesült Királyság                               |
| A város alatt                    | In Darkness                    | Agnieszka Holland              | Lengyelország · Németország · Kanada             |
| A Vaslady                        | The Iron Lady                  | Phyllida Lloyd                 | Egyesült Királyság · Franciaország               |
| Barbara                          | Barbara                        | Christian Petzold              | Németország                                      |
| Cézárnak meg kell halnia         | Cesare deve morire             | Paolo és Vittorio Taviani      | Olaszország                                      |
| Életrevalók                      | Intouchables                   | Olivier Nakache, Eric Toledano | Franciaország · Amerikai Egyesült Államok        |
| Fejvadászok                      | Hodejegerne                    | Morten Tyldum                  | Norvégia                                         |
| Keleti nyugalom – Marigold Hotel | The Best Exotic Marigold Hotel | John Madded                    | Egyesült Királyság                               |
| Lazacfogás Jemenben              | Salmon Fishing in the Yemen    | Lasse Hallström                | Svédország                                       |
| Suszter, szabó, baka, kém        | Tinker Tailor Soldier Spy      | Tomas Alfredson                | Egyesült Királyság · Franciaország · Németország |
| The Artist – A némafilmes        | The Artist                     | Michel Hazanavicius            | Franciaország                                    |

### Fiatal közönség díja
| Magyar címe | Eredeti címe       | Rendező             | Ország                  |
| ----------- | ------------------ | ------------------- | ----------------------- |
| Csóka       | Kauwboy            | Boudewijn Koole     | Hollandia               |
| –––         | Blue Bird          | Gust Van den Berghe | Belgium · Franciaország |
| Nővér       | L'enfant d'en haut | Ursula Meier        | Franciaország · Svájc   |

### Legjobb európai rövidfilm
| Címe                           | Rendező                          | Ország                  | Jelölő fesztivál                 |
| ------------------------------ | -------------------------------- | ----------------------- | -------------------------------- |
| Superman, Spiderman sau Batman | Tudor Giurgiu                    | Románia                 | fesztiváljelölés – Valladolid    |
| Demain, ça sera bien           | Pauline Gay                      | Franciaország           | fesztiváljelölés – Gent          |
| Two Hearts                     | Darren Thornton                  | Írország                | fesztiváljelölés – Cork          |
| Miten marjoja poimitaan        | Elina Talvensaari                | Finnország              | fesztiváljelölés – Bristol       |
| L’ambassadeur et moi           | Jan Czarlewski                   | Svájc                   | fesztiváljelölés – Angers        |
| Im Freien                      | Albert Sackl                     | Ausztria                | fesztiváljelölés – Rotterdam     |
| Vilaine fille mauvais garçon   | Justine Triet                    | Franciaország           | fesztiváljelölés – Berlin        |
| Csicska                        | Till Attila                      | Magyarország            | fesztiváljelölés – Tampere       |
| Villa Antropoff                | Vladimir Leschiov, Kaspar Jancis | Lettország · Észtország | fesztiváljelölés – Krakkó        |
| Sessiz – Be Deng               | L. Rezan Yeşilbaş                | Törökország             | fesztiváljelölés – Grimstad      |
| Manhã de Santo António         | João Pedro Rodrigues             | Portugália              | fesztiváljelölés – Vila do Conde |
| The Back of Beyond             | Michael Lennox                   | Egyesült Királyság      | fesztiváljelölés – Locarno       |
| Titloi telousz                 | Giorgosz Zoisz                   | Görögország             | fesztiváljelölés – Velence       |
| Einspruch VI                   | Rolando Colla                    | Svájc                   | fesztiváljelölés – Drama         |